# Križ
Križ je geometrični lik, sestavljen iz dveh sekajočih črt ali palic, običajno pravokotnih druga na drugo. Črte običajno potekajo navpično in vodoravno. Križ poševnih črt v obliki latinske črke X se v heraldični terminologiji imenuje soltir.
Križ je splošno priznan kot simbol krščanstva že od zgodnjega obdobja v zgodovini te vere. Pred tem se je uporabljal kot verski ali kulturni simbol po vsej Evropi, v zahodni in južni Aziji (slednja v obliki izvirne svastike); in v Egiptu, kjer je bil Ankh hieroglif, ki je predstavljal 'življenje' in se je uporabljal pri čaščenju boga Atona. Podoba moškega, ki visi na križu, je bila postavljena na polja, da bi zaščitila pridelke. Pogosto se je pojavljala v povezavi z ženskim spolnim krogom ali ovalom, da bi označila sveto poroko, kot v egipčanskem amuletu Nefer z moškim križem in žensko kroglo, velja za amulet blaženosti, čar spolne harmonije.

## Ime
Beseda križ v latinščini crux (ali njegov tožilnik crucem in rodilnik crucis) pomeni 'kol, križ'. Na latinsko besedo je vplivala ljudska etimologija z domačo germansko besedo, rekonstruirano kot *krukjo (angleško crook, staroangleško crycce, staronordijsko krokr, starovisokonemško krucka). Ta beseda je z združitvijo z latinsko crux povzročila staro francosko besedo crocier (sodobno francosko crosse), izraz za pastirsko ukrivljeno palico.
Latinski crux se je nanašal na 'vislice', kjer so usmrtili zločince, kol ali palico, s prečno prečko ali brez, na katero so obsojene nabodli ali obesili, še posebej pa na križ ali palico kočije. Izpeljan glagol cruciāre pomeni 'usmrtiti na križu' ali, pogosteje, 'pospraviti na stojalo, mučiti', zlasti v zvezi z duševnimi težavami. V rimskem svetu je furca nadomestila crux kot ime nekaterih križem podobnih inštrumentov za smrtonosno in začasno kaznovanje, od razcepanega križa do vislic.
Področje etimologije ni v pomoč pri kakršnih koli prizadevanjih, da bi izsledili domnevni prvotni pomen besede križ. Križ je lahko različnih oblik: od enega samega trama, ki se uporablja za nabijanje ali obešanje (crux simplex), do različnih sestavljenih vrst križa (crux compacta), sestavljenih iz več tramov. Slednje oblike ne vključujejo samo tradicionalnega križa v obliki črke † (crux immissa), ampak tudi križ v obliki črke T (crux commissa ali tau križ), ki ga antični opisi križa za usmrtitev navajajo kot običajno obliko v uporabi v tistem času in križ v obliki črke X (crux decussata ali saltire).
Grški ekvivalent za latinski crux je stauros, ki ga najdemo v besedilih štiri stoletja ali več pred evangeliji in vedno v množini, ki označuje kol ali drog. Od 1. stoletja pred našim štetjem se uporablja za označevanje instrumenta, ki se uporablja pri usmrtitvah. Grška beseda se uporablja v antičnih opisih usmrtitvenega križa, ki kažejo, da je bila njegova normalna oblika podobna grški črki tau (Τ).

## Zgodovina

### Predkrščanska
Zaradi preprostosti zasnove (dve križajoči se liniji) segajo križni zarezi iz globoke prazgodovine; kot petroglifi v evropskih kultnih jamah, ki segajo v začetek zgornjega paleolitika in skozi prazgodovino do železne dobe. Tudi iz prazgodovine so številne različice preprostega križnega znaka, vključno z crux gammata z ukrivljenimi ali oglatimi črtami in egipčanskim crux ansata z zanko.
Špekulacije so povezovale simbol križa – celo v prazgodovinskem obdobju – z astronomsko ali kozmološko simbologijo, ki vključuje 'štiri elemente' (Chevalier, 1997) ali kardinalne točke ali enotnost navpične axis mundi ali nebesnega pola z vodoravnim svetom (Koch, 1955). Tovrstne špekulacije so postale še posebej priljubljene od sredine do konca 19. stoletja v kontekstu primerjalne mitologije, ki je poskušala povezati krščansko mitologijo s starodavnimi kozmološkimi miti. Vplivna dela v tej smeri so bila G. de Mortillet (1866), L. Müller (1865), W. W. Blake (1888), Ansault (1891), itd.
V evropski bronasti dobi je simbol križa imel verski pomen, morda kot simbol posvetitve, zlasti v zvezi s pokopom.
Križni znak se trivialno pojavlja v seštevalnih oznakah in se neodvisno razvije v simbol števila v rimskih številkah (X 'deset'), kitajskih števnih palicah (十 'deset') in brahmi številkah ('štiri', od koder številka 4).
V feničanski abecedi in iz nje izpeljanih pisavah je simbol križa predstavljal fonem /t/, tj. črko taw, ki je zgodovinski predhodnik latinskega T. Ime črke taw pomeni »oznaka«, ki verjetno nadaljuje egipčanski hieroglif »dve prekrižani palici  (Gardiner Z9).

### Postkrščansko
Oblika križa (crux, stauros »kol, vislice«), ki ga predstavlja črka T, se od 2. stoletja naprej uporablja kot nov simbol (pečat) zgodnjega krščanstva. Klemen Aleksandrijski v zgodnjem 3. stoletju ga imenuje τὸ κυριακὸν σημεῖον ('Gospodovo znamenje') in ponavlja idejo, ki je bila prisotna že v Barnabovem pismu, da je število 318 (v grških številkah ΤΙΗ) v Genezi 14:14 je bila predpodoba (»tip«) križa (črka Tau) in Jezusa (črke Iota Eta). Klemenov sodobnik Tertulijan zavrača obtožbo, da so kristjani crucis religiosi (tj. »oboževalci križa«), in vrne obtožbo tako, da čaščenje poganskih malikov primerja s čaščenjem drogov ali kolov. V svoji knjigi De Corona, napisani leta 204, Tertulijan pripoveduje, kako je že bila tradicija, da so si kristjani na čelo večkrat risali znamenje križa.
Medtem ko so prvi kristjani uporabljali T-obliko za ponazarjanje križa v pisavi in kretnjah, se proti koncu pozne antike v krščanski umetnosti pojavi uporaba grškega in latinskega križa, to je križev s sekajočimi se tramovi. Zgodnji primer križne avreole, ki se uporablja za identifikacijo Kristusa na slikah, najdemo v mozaiku Čudeži kruha in rib v Sant'Apollinare Nuovo v Raveni (6. stoletje). Patriarhov kríž, latinski križ z dodatno vodoravno prečko, se prvič pojavi v 10. stoletju. V času križarskih vojn so v heraldiki uvedeni številni različni križni simboli.

## Križ kot znak
- Rimska števka za deset je X.
- Kitajski znak za deset je 十.
- Tipografski simbol križ †.
- Simbol za seštevanje (plus) (+) in množenje (krat) (×).

## Križ kot emblem
- Organizacija rdečega križa
- Igralna karta z enim ali več znaki v obliki križa
- Malteški križ - emblem Malteškega viteškega reda

## Križ kot simbol
- krščanski križ
- visoki križ v Veliki Britaniji in na Irskem.
- Odinov simbol
- starodavna svastika oziroma kljukasti križ (simbol nacizma).
- starodavni egiptovski simbol ank
- malteški križ
- pravoslavni križ
- jeruzalemski križ
- lorenski križ
- sirski križ
- Andrejev križ
- Antonov križ
- balkanski križ
- grški križ
- latinski križ

## Unicode
Unicode ponuja različne križne simbole:
| Simbol | ime                 | Kodna točka | Simbol | ime                         | Kodna točka |
| ------ | ------------------- | ----------- | ------ | --------------------------- | ----------- |
| ✚      | Težki grški križ    | U+271A      | ✟      | Obris latinskega križa      | U+271F      |
| ✠      | Malteški križ       | U+2720      | ✞      | Zasenčen beli latinski križ | U+271E      |
| ♱      | Vzhodno sirski križ | U+2671      | ✟      | Orisani križ                | U+271F      |
| ♰      | Zahodno sirski križ | U+2670      | ✝      | latinski rimski križ        | U+271D      |
| ☩      | Jeruzalemski križ   | U+2629      | †      | tipografski križ            | U+2020      |
| ☨      | lorenski križ       | U+2628      | ✛      | Sredinski križ              | U+271B      |
| ✙      | Orisan grški križ   | U+2719      | ✖      | množenje                    | U+2716      |

## Križ na zastavah
Križ se pojavlja na zastavah nekaterih držav:
- Danska
- Anglija
- Finska
- Grčija
- Irska
- Malta
- Norveška
- Škotska
- Švedska
- Švica
- Združeno kraljestvo
- Wallis in Futuna
- Saint Piran

## Križ v heraldiki
Glej heraldika

## Astronomija
- Južni križ (ozvezdje)

## Razno
- nitni križ
- železni križ
- križarji
- križarske vojne
- pajek križevec
- avtocestni križ
- križ (anatomija) predel ob spodnjem delu hrbtenice
- Križ, gora v Kamniško-Savinjskih Alpah, imenovana tudi Koroška Rinka
- Križ, gora v Julijskih Alpah
- Križ, mesto na Hrvaškem